# Beñat Prados
Beñat Prados Díaz (* 8. Februar 2001 in Pamplona) ist ein spanischer Fußballspieler, der als Mittelfeldspieler bei Athletic Bilbao unter Vertrag steht.

## Karriere

### Verein
Der in Pamplona geborene Prados kam im Juli 2015 von UDC Txantrea in die Jugendabteilung von Athletic Bilbao. Er spielte zuerst für das Farmteam CD Basconia in der Tercera Federación, bevor er am 26. Oktober 2019 für das B-Team von Bilbao debütierte, als er beim 4:1-Heimsieg von Real Valladolid Promesas in der Segunda División B  für Oihan Sancet eingewechselt wurde. Im Juni 2020 wurde er endgültig in die B-Mannschaft befördert und wurde in der Folge zum Stammspieler. Am 14. Mai 2021 verlängerte Prados seinen Vertrag bis 2025. Im Juni wurde er von Trainer Marcelino für die Vorsaison in den Kader der A-Mannschaft berufen. Für die Saison 2022/23 wurde Prados CD Mirandés in die zweitklassige Segunda División verliehen, wo er auf regelmäßige Einsatzzeiten kam. Nach Ablauf der Leihfrist kehrte er zu Bilbao zurück.
Am 19. August 2023 gab er in seiner Heimatstadt Pamplona im El Sadar gegen CA Osasuna sein Debüt in La Liga und ersetzte beim 2:0-Sieg Imanol. Am 1. September wurde er nach dem Abgang von Javier Martón mit der Nummer 24 in den Kader der ersten Mannschaft aufgenommen. Nach einigen Monaten, in denen er gelegentlich als Rechtsverteidiger oder Innenverteidiger eingesetzt wurde, rückte er im Dezember in das zentrale Mittelfeld vor und erkämpfte sich einen Platz als Stammspieler.

### Nationalmannschaft
Beñat Prados kam als Jugendnationalspieler bisher für die U18, U19 und U20-Auswahlmannschaften Spaniens zum Einsatz.

## Titel
Verein
- Spanischer Pokalsieger: 2024